# Die Strudlhofstiege oder Melzer und die Tiefe der Jahre

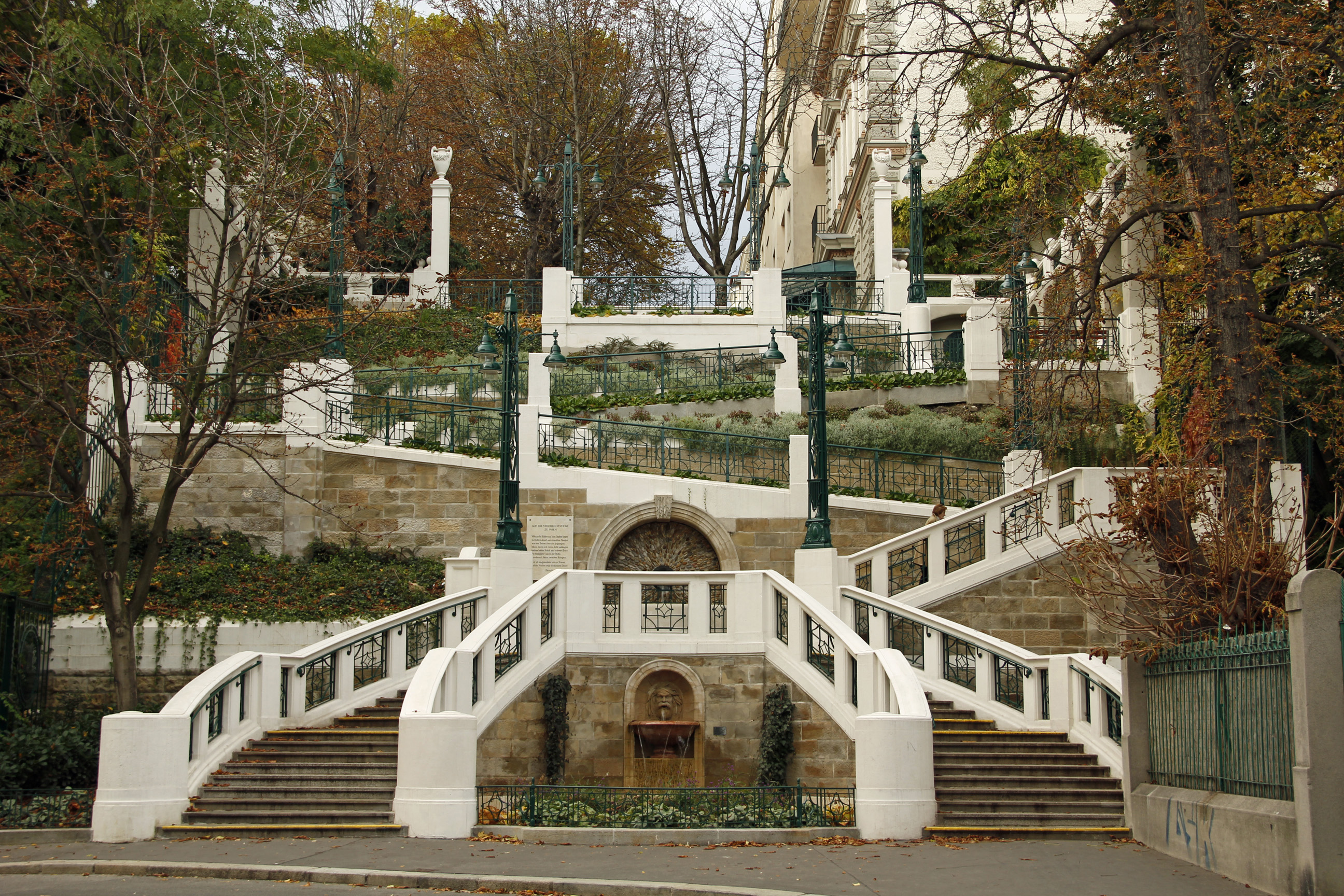
Die Strudlhofstiege in Wien

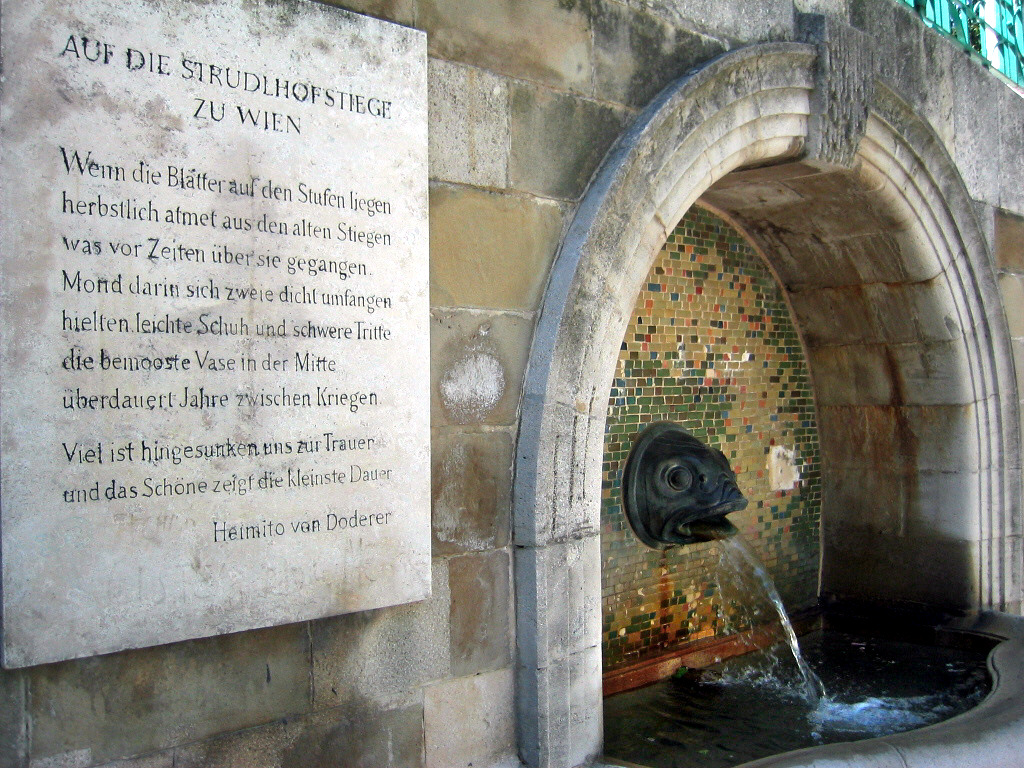
Das dem Roman vorangestellte Gedicht auf einer Tafel an der Strudlhofstiege

Die Strudlhofstiege oder Melzer und die Tiefe der Jahre ist ein 1951 erschienener Roman des österreichischen Schriftstellers Heimito von Doderer.
Die Strudlhofstiege ist das bekannteste und populärste Buch Doderers und gilt als eines der bedeutendsten Werke der österreichischen Literatur des 20. Jahrhunderts. Doderer selbst hat Die Strudlhofstiege als „Rampe“ zu seinem Hauptwerk, dem noch umfangreicheren Roman Die Dämonen (erschienen 1956), konzipiert.

## Inhalt
„Ein Werk der Erzählkunst ist es um so mehr, je weniger man durch eine Inhaltsangabe davon eine Vorstellung geben kann.“

Die Strudlhofstiege ist ein Gesellschafts- und Großstadtroman über Wien im Zeitraum 1923–1925 mit Rückblenden vor allem in die Sommer 1910 und 1911. Die Handlung besteht aus einer Vielzahl raffiniert ineinander verflochtener, von Zeitsprüngen durchbrochener, beim ersten Lesen schwer zu überblickender Erzählstränge. Zusammengehalten wird das Buch von einer erstaunlichen Einheit des Orts: Die meisten Szenen spielen in einem eng begrenzten Raum innerhalb des 9. Wiener Gemeindebezirks Alsergrund, zwischen dem Althanplatz (heute Julius-Tandler-Platz) am Franz-Josefs-Bahnhof (im Buch entgegen Wiener Sprachgebrauch „Böhmischer Bahnhof“ genannt) und dem Schottentor; entscheidende Begegnungen ereignen sich auf der Strudlhofstiege, einer Straßentreppe, die die Liechtensteinstraße mit der höher gelegenen Waisenhausgasse (seit 1913 Boltzmanngasse), Sitz der k.u.k. Konsularakademie, verbindet. Rückblenden und Erinnerungen führen ins Gebiet der Rax (Prein, Reichenau), in  Wiener Vororte und verschiedene Städte der Donaumonarchie (einschließlich Bosniens).
Die sich in diesem Raum bewegen, sind überwiegend Angehörige des gehobenen Bürgertums, teils mit adeligem Hintergrund. Hauptfiguren sind der im Untertitel genannte Melzer, 1910/1911 in Bosnien stationierter Infanterieleutnant auf Sommerurlaub, nach dem Krieg als Major verabschiedet und mit dem Posten eines Amtsrats in der staatlichen Tabakregie versorgt, sowie René (von) Stangeler, 1911 Maturant, 1925 nach Kriegsdienst und Gefangenschaft gerade erst ausstudierter Historiker.
Andere, die man streckenweise ebenfalls für Hauptfiguren halten könnte, treten bald wieder zurück, um womöglich erst Hunderte von Seiten später wieder aufzutauchen: so Mary K., deren im ersten Satz angekündigter Straßenbahnunfall eine Klammer um das gesamte Buch bildet; Renés Schwester Etelka Grauermann, deren Lebensgeschichte perspektivisch auf ihren Selbstmord hin erzählt wird; Grete Siebenschein, ausgebildete Pianistin, die sich in der unmittelbaren Nachkriegszeit allein in Oslo (Doderer war im Zweiten Weltkrieg Besatzungssoldat in Norwegen) durchbringt und nach ihrer Rückkehr 1923 mit René verlobt; Editha Pastré, 1911 verzweifelt auf Männerjagd, 1923 geschiedene Frau Schlinger.
Ein Hauptstrang des Romans ist die Entwicklung von Melzer, der als Soldat, obwohl im Krieg vielfach selbständig handelnd – was blieb ihm auch anderes übrig –, lange Zeit eine selbständige Art zu existieren überhaupt noch nicht besessen hat. Das zeigt der Rückblick in die Sommer 1910 und 1911: Die Verlobung mit Mary kommt nicht zustande, weil er die Konsequenz, dann den Dienst quittieren zu müssen (unausgesprochen: Mary ist demnach Jüdin), nicht einmal ansatzweise weiterdenkt und erwägt. Eine Verbindung mit Editha bleibt ihm nur erspart, weil er die Einmaligkeit der sich bietenden Gelegenheit nicht erkennt. Seine hoffnungslose Liebe zu Asta Stangeler bleibt unausgesprochen. Erst 1925 wird er in entscheidenden Augenblicken dann alles richtig machen.
Der gemeinsame Nenner der handelnden Personen ist äußerlich der historische Bruch des Ersten Weltkriegs, den sie auf verschiedene Weise erleben, verarbeiten oder als Trauma verdrängen (wobei Doderer mit äußerster Präzision die zivilisatorischen Umstände, vom Gaslicht zur elektrischen Lampe, vom Fiaker zum Autobus, von der k.k. Tabakregie zur Österreichischen Tabakregie mit ihren Zigaretten- und Zigarrenmarken, die Umbenennung von Straßen, den Neubau und Abriss von Gebäuden berücksichtigt); der innere gemeinsame Nenner der meisten Personen ist hingegen eine Schnitzler'sche Gebrochenheit und Fragilität der Charaktere, die zu äußerster Gefährdung führt, als ginge es um einen Wettlauf zum Tode, – bei dem Etelka als erste ankommt.
Übergreifende Handlungsstränge füllen jedoch nur den kleinsten Teil des Buches aus. Weitaus charakteristischer sind eingeflochtene kleine Erzählungen: die fliegende Umverlobung der Grete Siebenschein und wie René von seinem Vorgänger E. P. lernt, ohne Hosenträger zu leben; eine Bärenjagd in Bosnien; ein Skandal im Badezimmer – wo es, horribile dictu, zu einem Kuss (!) gekommen war.
Noch charakteristischer sind vielleicht Dialoge und kurze Szenen, die gesellschaftliche Realitäten vor Augen rufen: hochgestochene Gespräche junger Konsular-Akademiker, ein Abendessen unter dem erdrückenden Vorsitz des Vaters Stangeler, wie René von einem Mädchen aus dem Volk angesprochen wird, wie Etelkas angehender Verlobter bei heimlichen Besuchen die Hausmeisterin entlohnt.

## Stil
„Als Mary K.s Gatte noch lebte, Oskar hieß er, und sie selbst noch auf zwei sehr schönen Beinen ging (das rechte hat ihr, unweit ihrer Wohnung, am 21. September 1925 die Straßenbahn über dem Knie abgefahren), tauchte ein gewisser Doktor Negria auf, ein junger rumänischer Arzt, der hier zu Wien an der berühmten Fakultät sich fortbildete und im Allgemeinen Krankenhaus seine Jahre machte. Solche Rumänen und Bulgaren hat es zu Wien immer gegeben, meist im Umkreise der Universität oder der Musik-Akademie. Man war sie gewohnt: ihre Art zu sprechen, die immer mehr mit dem Österreichischen sich durchsetzte, ihre dicken Haarwirbel über der Stirn, ihre Gewohnheit, stets in den besten Villenvierteln zu wohnen, denn alle diese jungen Herren aus Bukarest oder Sofia waren wohlhabend oder hatten wohlhabende Väter. Sie blieben durchaus Fremde (denen aus der Heimat andauernd ungeheure Pakete mit ihren nationalen Leckerbissen zugingen), nicht so konsolidiert fremd wie die Norddeutschen zwar, sondern mehr eine sozusagen hiesige Einrichtung, dennoch eben ‚Balkaneser‘, weil auch bei ihnen sich das Spezifische des Sprechtones nie ganz verlor. Damen in Wien, welche ein oder zwei Zimmer ihrer Wohnung oder ihrer Villa zu vermieten gedachten, suchten dazu einen ‚bulgarischen oder rumänischen Studenten‘ und wurden dann von diesen untereinander weiterempfohlen. Denn in zahlreichen Cafés um die Universität oder um die Kliniken herum bestand ein connationaler Zusammenhang.“

Der hiermit komplett zitierte erste Absatz des Buches zeigt bereits vieles davon, was den Stil des Buches ausmacht: Ein einziger Satz treibt die Handlung voran; dem stehen fünf rein betrachtende Sätze gegenüber. Solche Betrachtungen haben tatsächlich den Hauptanteil an den rund 900 Seiten der Strudlhofstiege, sie machen den eigentlichen Reiz des Buches aus und geben ihm zugleich seinen Wert als Zeitdokument.
Charakteristisch für Doderers Stil sind auch Einschübe in Einschüben (die Bemerkung über die Norddeutschen), damit korrespondierend der zuweilen recht aufwendige Satzbau, die große Präzision („waren wohlhabend oder hatten wohlhabende Väter“ – das ist nicht dasselbe!), die selbstverständliche Einbeziehung humanistischen Bildungsgutes – lateinische und griechische Zitate im Original, latinisierende Wortbildungen wie „connational“ –, der überaus originelle Gebrauch von Adjektiven („konsolidiert fremd“).
Der Erzählstil ist durch eine liebevoll-ironische Distanz zu den Figuren und deren Handlungsepisoden geprägt, bei der allerdings eine perfekte Balance zwischen philosophischer Reflexion und immer wieder aufleuchtendem feinsinnigem Humor gehalten wird.
Im Text erscheinen kontextuell bedingt norddeutsche, süddeutsche und österreichische Sprachvarianten und Wörter, wobei die Austriazismen Wortschatz und Grammatik von der Hochsprache bis in die subtilsten Verästelungen der Wiener Dialekte umfassen. Analog der geografischen ist die vertikale Schichtung der Sprachkomponenten. Genau differenziert sind, auch in mimikryhaften Personsbeschreibungen, die Soziolekte: die Sprache des Bürgertums, das Wiener Amtsdeutsch, die geschwollene Verblasenheit pubertärer Jugendlicher, die Umgangssprache einfacher Leute, das k.u.k. Militärdeutsch. Manche hartnäckige Verwendung kolloquialer oder dialektaler Konstruktionen (der Komparativ wird immer mit „wie“ statt mit „als“ verbunden – „schöner wie …“) kann Sprachpuristen stören. Das Wort „hinten“ ersetzt Doderer konsequent durch das nicht bedeutungsgleiche, aber österreichisch-amtsdeutsch-prüd bevorzugte „rückwärtig“ (worüber sich Karl Kraus lustig machte: Wer „hinten“ sage, fühle sich beim Rückwärtigen ertappt).
Ein weiterer Aspekt ist das nicht nur Autobiographische (s. u.), sondern überhaupt vielfach Autoreferentielle im umfangreichen Zeitgemälde innerhalb des Gesamtwerks Doderers. So kommt beispielsweise mehrfach der Amtsrat Zihal als Nebenfigur vor, der Held des Romans Die erleuchteten Fenster, von dem Doderer das Adjektiv zihaloid ableitet. Umgekehrt wird die Strudlhofstiege hie und da versteckt im späteren Roman Die Wasserfälle von Slunj zitiert. Besonders eng ist naturgemäß der Zusammenhang zwischen den beiden unmittelbar aufeinanderfolgenden Romanen Die Strudlhofstiege und Die Dämonen.

## Bezug zuDie Dämonen
Rund 30 Figuren des Romans treten auch in Doderers späterem Werk Die Dämonen auf, wobei allerdings oft Haupt- zu Nebenfiguren werden oder umgekehrt. Die Dämonen spielen 1926/1927, also in unmittelbarem Anschluss an die hauptsächliche Zeitschicht der Strudlhofstiege. Dennoch handelt es sich um keine Fortsetzung. Beide Bücher können unabhängig voneinander und in beliebiger Reihenfolge gelesen werden. Manche Randbemerkungen entfalten ihren Sinn erst, wenn man das jeweils andere Buch gelesen hat, aber das gilt sogar für jedes Buch einzeln: Da kaum ein Leser beim ersten Durchgang alle Personen und alle Andeutungen im Gedächtnis behalten kann, erschließt sich vieles erst beim zweiten Lesen.
Ähnlich sind in beiden Büchern das Gewebe aus verschiedenen Handlungssträngen, die Verortung in Wien und natürlich Doderers Stil. Ein großer Unterschied besteht darin, dass in Die Dämonen ganz konkrete zeitgeschichtliche Ereignisse – einschließlich einiger realer Personen – einmontiert sind. Ein weiterer darin, dass Die Dämonen das Werk verschiedener fiktionaler Erzähler (Geyrenhoff, René Stangeler, Kajetan von Schlaggenberg – alle aus Die Strudlhofstiege bekannt) sind und sehr aufwendig erörtert wird, wer wie was erfahren hat. In Die Strudlhofstiege tritt der Ich-Erzähler hingegen nur an wenigen Stellen hervor. Schließlich werden in Die Strudlhofstiege die allermeisten Figuren, mit betonter Ausnahme der Editha Pastré, als sympathisch eingeführt, während in Die Dämonen negative Charakterisierungen häufig sind und oft in drastischen, herabwürdigenden Worten erfolgen.

## Bezug zum titelgebenden Bauwerk
Die Strudlhofstiege dient im Roman als wiederkehrender Handlungsort, gestalterisch darüber hinaus als beschaulicher Gegenpol zum großstädtischen Verkehrsknotenpunkt Althanplatz. Die versteckt in einer Nebengasse liegende Stiege ist Schauplatz unter anderem des sogenannten Skandals auf der Strudlhofstiege, der (vor kleinem Publikum stattfindenden) Trennung eines Liebespaars, die einen raren Spannungshöhepunkt des Handlungsverlaufs bildet. Haupthöhepunkt der Handlung ist freilich der Straßenbahnunfall von Mary K. auf dem Althanplatz – auch hier zeigt sich die Kontrapunktik der Romankonstruktion.
Darüber hinaus fungiert die Stiege, die Doderer mit seinem Roman erst ins allgemeine Bewusstsein der Stadt gehoben hat, laut Wendelin Schmidt-Dengler als ein „Symbol für die Kunst“ und für ein Leben, das „sich nicht von bloßen Zwecken leiten läßt“.
Der Meister der Stiegen, so heißt es in einer ausführlichen Beschreibung der Strudlhofstiege im Roman, hat ein Stückchen unserer millionenfachen Wege in der Großstadt herausgegriffen und uns gezeigt, was in jedem Meter davon steckt an Dignität und Dekor; er habe gezeigt, daß jeder Weg und jeder Pfad (und auch im unsrigen Garten) mehr ist als eine Verbindung zweier Punkte, deren einen man verläßt, um den anderen zu erreichen, und daß jeder Weg seine eigene Würde hat und auf jeden Fall immer mehr ist als das Ziel; er habe versucht, Mitbürgern und Nachfahren die Köstlichkeit all’ ihrer Wegstücke in allen ihren Tagen auseinanderzulegen und vorzutragen, und diese lange, ausführliche Phrase kadenziert durchzuführen.
Stefan Winterstein hat herausgearbeitet, dass Doderer dem sogenannten Meister der Stiegen, womit vordergründig Theodor Johann Jaeger, der Architekt der Stiegenanlage, gemeint sei, in dieser Passage sein eigenes poetologisches Programm unterschiebe: die in Doderers Romantheorie („Grundlagen und Funktion des Romans“) als Grundprinzip vertretene „Priorität der Form vor den Inhalten“, seine Überzeugung von der verschlungenen Indirektheit des Lebens und seine religiös grundierte Affirmation der Wirklichkeit sowie auch die Vorrangigkeit der Alltagsgeschichte gegenüber der politischen Geschichte. Hintergründig ziele die Rede vom Meister der Stiegen wohl auf Doderer selbst ab: „Es ist Doderer in einem seltenen Kunstgriff gelungen, an einem vorgefundenen Bauwerk das Telos seines eigenen Schreibens fest- und sichtbar zu machen und dies auch gleich noch prominent in den eigenen Text zu integrieren“, der eben dieses poetologische Programm in die Praxis umsetze.
Die Titelwahl des Romans, die jede Aussage über die Stiege suggestiv als eine solche über den Text erscheinen lasse, müsse man als ebenso wohlkalkuliert verstehen wie die im Roman zu beobachtende Reduktion der Orts- und Baugeschichte zu einer Abfolge künstlerischer Genies (Peter Strudel, Theodor Johann Jaeger), während der Zeitgeist der Bauepoche, der sich in dem architektonischen Werk durchaus deutlich widergespiegelt finde, im Roman völlig ausgeklammert bleibe. Auch lasse sich die im Roman behauptete Vierteiligkeit (Ode mit vier Strophen) an der Stiege nicht wirklich nachvollziehen (in einer Bleistiftskizze teilt Doderer das Bauwerk in sechs Ebenen), während sich der Roman tatsächlich in vier Teile gliedere. Winterstein unterstellt Doderer in Bezug auf das Bauwerk im Weiteren eine „Autorschaftsphantasie“: Der aus einer Architektenfamilie stammende Autor habe sich „auf literarischem Wege ein Werk der Baukunst angeeignet“. Die Strudlhofstiege, der Doderer nach Winterstein überhaupt erst zu Bekanntheit verholfen habe, werde heute in erster Linie mit dem Namen des Schriftstellers assoziiert, während der Name des Architekten Jaeger, dem Doderer seinen Roman formal gewidmet habe, weithin unbekannt geblieben sei.
Als Symbol für Alltagswürde und Beständigkeit steht die Stiegenanlage im Roman im Kontrast zur politischen Weltgeschichte. Für diese symbolische Rolle macht Doderer ihre sinnfällige Lage neben dem Palais Berchtold fruchtbar, in dem Außenminister Leopold Graf Berchtold das österreichisch-ungarische Ultimatum an Serbien, das den Ersten Weltkrieg auslöste, vorbereitet hat. Auf dieses historische Faktum wird im Roman durch Figurenrede René Stangelers ausdrücklich hingewiesen. Der Weltkrieg selbst verschwindet im Text im toten Winkel zwischen den Handlungszeiträumen 1910/1911 und 1923–1925 und scheint, von Melzer abgesehen, im Leben der Romanfiguren kaum Spuren hinterlassen zu haben.

## Autobiographischer Hintergrund
Doderer hat Teilaspekte seiner Persönlichkeit und Lebensgeschichte auf mehrere Figuren in Die Strudlhofstiege und Die Dämonen verteilt: Stangeler, Kajetan von Schlaggenberg, Geyrenhoff, ansatzweise vielleicht auch Melzer. Am deutlichsten (bis zum Ausklang der Namen) ist der autobiographische Bezug bei René von Stangeler: adelige Abkunft, Vater reicher Eisenbahningenieur, zahlreiche Geschwister, Kriegsdienst, russische Kriegsgefangenschaft, Studium der Geschichtswissenschaften, journalistische Betätigung; auch ist das Haus der Stangelers unschwer als Doderers Elternhaus im 3. Wiener Gemeindebezirk Landstraße und Renés Geliebte Grete Siebenschein als Gusti Hasterlik, Doderers erste Ehefrau, erkennbar. Doderer verwendete „René Stangeler“ zeitweise auch als Pseudonym.
An einer Stelle erfährt man, dass sich der Ich-Erzähler im April 1945 in Oslo befand – so wie Doderer, der als ehemaliger österreichischer Offizier im Zweiten Weltkrieg reaktiviert und zuletzt in Oslo stationiert war.

## Rezeption, Bearbeitungen
Der Roman wurde unmittelbar nach seinem Erscheinen als bedeutendes Werk gefeiert und machte Doderer mit einem Schlag bekannt.
1987 wurde eine zweiteilige Fernsehverfilmung des ORF und der Produktionsfirma Satel Film unter dem Titel Melzer oder Die Tiefe der Jahre realisiert (Regie: Georg Madeja). 2007 produzierten ORF und NDR Kultur eine dreiteilige Hörfunkfassung von Helmut Peschina (Bearbeitung) und Robert Matejka (Regie), welche von Der Hörverlag 2008 auf 4 CDs herausgegeben wurde. Das Wiener Schauspielhaus brachte 2007/08 mit vier Schauspielern und wechselnden Regisseuren eine zwölfteilige Theaterserie über den Roman. Romanszenen wurden im Jahr 2009 anlässlich der Festspiele Reichenau im Südbahnhotel am Semmering aufgeführt und vom ORF aufgezeichnet. Am 5. September 2019 feierte eine Bühnenbearbeitung des Romans durch Nicolaus Hagg am Theater in der Josefstadt Premiere.

## Weitere Informationen

### Ausgaben
Heimito von Doderer: Die Strudlhofstiege oder Melzer und die Tiefe der Jahre. Roman.
- Biederstein, München 1951, mehrere Neuauflagen (etwa 1953, 1969, 1973 und 1985)
- Luckmann, Wien 1951, 1958
- Deutscher Taschenbuch Verlag, München 1966, regelmäßige Neuauflagen, zuletzt unter ISBN 978-3-423-01254-6
- Donauland, Wien 1967, 1985
- Deutscher Bücherbund, Stuttgart und München 1987
- Beck, München 1995, ISBN 3-406-39896-0
- Bertelsmann Club, Rheda-Wiedenbrück 1996
- Mit einem topographischen Anhang von Stefan Winterstein und einem Nachwort von Daniel Kehlmann. Beck, München 2013, ISBN 978-3-406-65555-5
- Hörbuch, ungekürzte Lesung mit Peter Simonischek, Der Audio Verlag, Berlin 2017, ISBN 978-3-7424-0229-5

### Übersetzungen
- La scalinata (Italienisch, 1964, Übersetzung: Ervino Pocar)
- Schody albo Melzer i głębia lat (Polnisch, 1979, Übersetzung: Sławomir Błaut)
- Las escaleras de Strudlhof (Kastilisch, 1981, Übersetzung: José Miguel Sáenz)
- Melcer i mădrostta na godinite (Bulgarisch, 1984, Übersetzung: Velizar Bonev)
- Strudlhofské schody alebo Melzer a hlbina rokov (Slowakisch, 1990, Übersetzung: Viera Juríčková)
- A Strudlhof-lépcső (Ungarisch, 1994, Übersetzung: Dezső Tandori)
- Strudlhofovo stopnišče ali Melzer in globina let (Slowenisch, 1994, Übersetzung: Stanka Rendla)
- Strudlhofi trepp ehk Melzer ja aastate sügavus (Estnisch, 2008, Übersetzung: Mati Sirkel)
- De Strudlhoftrappen of Melzer en de diepte der jaren (Niederländisch, 2008, Übersetzung: Nelleke van Maaren)
- Strudlhofstiege ili Melzer i dubina godina koje prolaze (Kroatisch, 2013/14, Übersetzung: Andy Jelčić)
- L'Escalier du Strudlhof ou Melzer et la profondeur des ans (Französisch, 2020, Übersetzung: Rachel Bouyssou, Herbert Bruch)
- The Strudlhof Steps. The Depth of the Years (Englisch, 2021, Übersetzung: Vincent Kling) – ausgezeichnet mit dem Helen-und-Kurt-Wolff-Übersetzerpreis 2022
- Strudlhofské schody aneb Melzer a hlubina let (Tschechisch, 2022, Übersetzung: Ondřej Sekal)

### Sekundärliteratur
- Roswitha Fischer: Studien zur Entstehungsgeschichte der „Strudlhofstiege“ Heimito von Doderers (= Wiener Arbeiten zur deutschen Literatur 5). Braumüller, Wien / Stuttgart 1975, ISBN 3-7003-0086-7.
- Franz Hubmann: Auf den Spuren von Heimito von Doderer. Eine photographisch-literarische Reise rund um die „Strudlhofstiege“ in Wien. Brandstätter, Wien 1996, ISBN 3-85447-649-3.
- Gerald Sommer: Vom „Sinn aller Metaphorie“. Zur Funktion komplexer Bildgestaltungen in Heimito von Doderers Roman „Die Strudlhofstiege“, dargestellt anhand einer Interpretation der Entwicklung der Figuren Mary K. und Melzer. Lang, Frankfurt am Main 1994, ISBN 3-631-46506-8.
- Stefan Winterstein (Hrsg.): Die Strudlhofstiege. Biographie eines Schauplatzes (= Schriften der Heimito von Doderer-Gesellschaft, Sonderband 3). Bibliophile Edition, Wien 2010, ISBN 978-3-9502052-9-9.